# Roger Canac
Pour les articles homonymes, voir Canac.
Roger Canac (7 juin 1928 à Auriac-Lagast - 3 octobre 2020 au Bourg-d'Oisans) est un guide de haute montagne et écrivain français, qui a aussi notamment été philosophe, instituteur et formateur.

## Biographie

### Enfance et formation
Roger Sylvain Victor Louis Canac naît le 7 juin 1928 à Auriac-Lagast, dans le département français de l'Aveyron,. Son père, Germain dit Sylvain, est maçon et tailleur de pierres cristallines, sa mère se prénomme Marthe ; tous deux ont six enfants, dont Roger. Dès son enfance, il s'intéresse aux pierres, et les minéraux seront l'une de ses passions sur le long terme,. Dans les années 1940, Roger Canac a été berger.
Après l'obtention de son certificat d'études, il va au petit séminaire. Il poursuit ses études dans la classe de rhétorique, puis obtient le baccalauréat de lettres et philosophie. Il est alors aussi membre des scouts de France. Parmi ses lectures de l'époque, se trouve Premier de cordée de Roger Frison-Roche. En 1947, il est chargé d'une présentation de la pensée du prêtre jésuite et théologien Pierre Teilhard de Chardin auprès de l'évêque de Rodez. À la suite de ces expériences et lectures, la pensée du séminariste évolue.
Au moment de faire son service militaire, ayant refusé l'école des officiers de réserve, il se retrouve au sein du 81e régiment d'infanterie de Montpellier : toutefois, le commandant le détache dans l'école d'enfants de troupe d'Aix-en-Provence pour une mission pédagogique. Une fois le service militaire terminé, il quitte l'univers ecclésiastique en 1948.
Arrivé à Paris après son service militaire, il devient surveillant dans le collège Stanislas. Ayant abandonné la théologie, il suit des cours de philosophie à la Sorbonne, assistant notamment à ceux de Gaston Bachelard,,. Il profite aussi des conférences de Raymond Aron, Emmanuel Mounier et Fourastié. Par ailleurs, la vie et les lieux parisiens lui permettent d'élargir sa culture ; il découvre notamment les œuvres d'Albert Camus et de Jean-Paul Sartre.
Un ami lui ayant proposé d'aller en vacances dans les Alpes, il accepte et découvre ainsi les Alpes françaises, d'abord près du lac d'Annecy et travaille alors dans un foyer communautaire de familles, notamment auprès d'enfants auxquels il permet de bénéficier de nombreuses sorties et activités dans la nature. À la fin de l'été, sur proposition du mentor du foyer, il y reste et participe à la fondation d'une communauté paysanne,. Il suit alors une formation en agriculture dans le Centre national de formation des techniques agricoles de Pontcharra-sur-Turdine, et passe expert dans l'élevage, la culture et l'économie locale ; cette formation est aussi l'occasion pour lui de rencontrer diverses personnes aux origines très différentes les unes des autres, et d'en apprendre beaucoup. Une fois formé, il regagne la communauté agricole de Sevrier, qui devient La Graine ; toutefois, la communauté n'atteint pas ses objectifs et rencontre des problèmes financiers. Roger Canac déménage ensuite dans le département de la Savoie.

### Vies professionnelles et engagements
Roger Canac découvre l'univers de la haute montagne dans les Alpes françaises, d'abord dans le département de la Haute-Savoie ; il déménagera ensuite en Savoie ; puis en Isère, dans l'Oisans, à partir des années 1960, où il s'installera définitivement,,. Lorsqu'il emménage en Savoie, c'est à Moûtiers en Tarentaise, où il a trouvé un poste dans la Maison familiale de la commune. En 1945[Information douteuse], il y rencontre Hélène, elle-même enseignante dans la Maison familiale religieuse de la commune — elle-même venait de Macôt et avait gardé les vaches, plus jeune — : tous deux se marieront. À Moûtiers, Roger Canac découvre l'alpinisme et devient chef de cordée au Club alpin français (CAF), à la demande de Charles Roudillon ; ce dernier le présente aussi au guide André Contamine, sur le conseil duquel il devient élève à l’École nationale de ski et d'alpinisme (ENSA), à Chamonix (en Haute-Savoie),. Bien que Roger Canac ait alors peu de technique, souvent moins que la plupart de ses camarades, il est très motivé et devient guide de haute montagne, en 1959. Durant cette période, la famille habite alternativement entre les monts du Lyonnais et l'Oisans : dans les premiers, Roger Canac est formateur de techniciens moniteurs en agriculture, dans le second, il est guide à l'Union nationale des centres de montagne (UNCM),. Cherchant une vie plus stable géographiquement pour la famille, Roger Canac devient instituteur à Brangues, en Isère, en 1958 ; deux ans plus tard, il sera nommé à Mizoën, en Oisans,,.
Dans l'école du village de Mizoën, l'instituteur a une classe unique avec environ 26 élèves âgés de 6 à 16 ans. Quelque temps après son arrivée, un collègue instituteur détaché auprès de l'organisation Peuple et culture lui propose d'intervenir au sein de celle-ci en vue d'animer la réflexion concernant la vie rurale, Roger Canac devenant ainsi également animateur montagne,. Cela le mène à faire différents voyages d'études, assister à des colloques et des réunions dans plusieurs pays et régions de l'arc alpin : France, Suisse, Italie, Tyrol, Bavière. Roger Canac s'intéresse particulièrement au monde rural. Dans sa nouvelle région d'adoption, il s'efforce d'ailleurs de mettre en avant le monde agricole afin qu'il soit pris en compte dans le Plan neige français, qui oriente l'aménagement des stations d'hiver de haute montagne dès 1964. Il souligne aussi le fait que les populations locales doivent être considérées et non sacrifiées lorsque naît dès 1963 l'idée d'un parc naturel dans le Haut-Dauphiné. Il participera aux discussions qui aboutiront à la naissance des parcs naturels régionaux en France.
Dès le début des années 1960, il est le cocréateur, avec son ami Jean-Alix Martinez, du sentier du « Tour des Écrins », devenu en 1964 le sentier de grande randonnée 54 (GR 54),, qui ceinture le massif des Écrins et l'Oisans. Il a aussi contribué à la création du parc national des Écrins et en a été un membre du conseil d'administration.
Par ailleurs, il est détaché à l'Association pour la formation des ruraux aux activités du tourisme (AFRAT), à Autrans — dans le massif du Vercors —, ce qui lui donne l'idée d'un même type organisme en Oisans,. Ainsi, il ouvre dès 1968, au Bourg-d'Oisans, l’École de formation aux Métiers sportifs de la montagne, avec un objectif de permettre aux jeunes des territoires locaux de pouvoir y vivre et y demeurer ; cette école sera très expérimentale, avec une pédagogie axée sur des apprentissages en situation et appuyés sur des éléments concrets, ainsi que des projets novateurs, tel la restauration d'un hameau abandonné avec un groupe de jeunes gens du pourtour grenoblois. Roger Canac anime et dirige cette école durant 15 ans ; il continue son métier de guide en parallèle.
1983 est l'année de la retraite de l'éducation nationale pour Roger Canac, qui quitte aussi le Centre de formation du Bourg-d'Oisans.
Roger Canac devient aussi président de la Compagnie des guides de l'Oisans en 1975, et, dans les années 1980, président du Syndicat national des guides de montagne,,. Il a aussi contribué à la création des diplômes d'accompagnateur en moyenne montagne et de moniteur d'escalade, avec le ministère de la Jeunesse et des Sports. Il a par ailleurs été membre du conseil d'administration du Comité des Unités touristiques nouvelles du massif des Alpes du Nord et a participé à plusieurs organisations et associations liées à la montagne.
En 1988, Roger Canac arrête ses différentes activités professionnelles.
Dès 1968 et durant plusieurs décennies, il écrit différents ouvrages — romans et recueils de poésie — souvent sur l'univers de la montagne et des montagnards, dont certains  connaissent un grand succès,,. Il est aussi l'auteur des chroniques et de tribunes dans des journaux locaux.
En 1991, il devient directeur de la collection littéraire « L'empreinte du temps » aux Presses universitaires des Grenoble (PUG),.
Il a par ailleurs été élu local dans les communes du Bourg-d'Oisans puis Mizoën.
Dans un hommage après le décès de Roger Canac en 2020, l'enseignant-chercheur Philippe Bourdeau le décrit comme un « pédagogue-guide-auteur-cristallier-paysan-militant-botaniste-historien-poète-philosophe ». Il est reconnu pour son humanisme, sa passion pour la montagne, ses « coups de gueule » maîtrisés, sa culture, et ce qu'il sait transmettre.

### Opinions politiques
Roger Canac se sentait proche des anarchistes et des pacifistes.

### Vie privée
Roger Canac est marié à Hélène Canac, ils sont les parents de quatre enfants, dont le champion de ski alpin Michel Canac.
Dans son temps libre, Roger Canac a également notamment été jardinier, cristallier, poète, conteur.

### Mort
Roger Canac meurt à l'âge de 92 ans au Bourg-d'Oisans, dans le département de l'Isère, le 3 octobre 2020,,. Ses obsèques ont eu lieu le 6 octobre, également au Bourg-d'Oisans.

## Œuvre

### Ouvrages
- La Montagne, éditions du Seuil, 1968[4].
- Gaspard de la Meije, Presses universitaires de Grenoble, 1977[4] (puis 1985 ; édition revue et augmentée : 1992). Ce livre fait référence à Pierre Gaspard, guide dans la première expédition ayant atteint le sommet de la Meije et également formateur de guides[4].
- L'Or des cristalliers, collection Gaston Rébuffat, Éditions Denoël, 1980 [lire en ligne (page consultée le 28-09-2021)].
- Vivre ici en Oisans : éditions Glénat, 1985, textes de Roger Canac, illustrations de Bernard Boyer.
- Jacques Balmat, dit Mont-Blanc, Presses universitaires de Grenoble, 1986, 2009. Ce livre fait référence à l'alpiniste Jacques Balmat.
- Profession guide – Deux siècles de passion montagnarde, Musée Dauphinois, 1988, collectif.
- Oripeaux de lune – Poèmes, Presses universitaires de Grenoble, 1989.
- Réganel ou la montagne à vaches : éditions Glénat, 1994.
- Paysans sans terres, éditions Glénat, 1996, 287 p.[5],[4].
- Rêver le Mont Blanc : éditions du Mont, texte Roger Canac, photos Robert Taurines, 1996, français / anglais
- Chroniques d’une fin de siècle en Dauphiné : René Bourgeois / Roger Canac, Presses universitaires de Grenoble, 1997.
- Des cristaux et des hommes : éditions Glénat, 1997.
- Ces Demoiselles au tableau noir : Souvenirs d’institutrices en Oisans, 1913-1968, Presses universitaires de Grenoble, sous la direction de Roger Canac, 1999, 2002, 2009.
- Voyage au pays des Ecrins : Dessins de Clément Mouche, Textes de Nathalie Pogneaux, Roger Canac, Pierre Barnola, éditions du Fournel et de l’Atelier, 2001.
- Oisans, montagnes, jardins secrets, aquarelles de Charlotte Castella, 1999, éditions l’Atelier.
- Durand du Pelvoux, éditions De Borée, 2001.
- Histoire buissonnière des Protestants de Mizoën et du Haut Oisans, éditions l'Atelier, 2004.
- Rêver Huez et les Grandes Rousses : la grande aventure de l’Alpe d’Huez, éditions Glénat, 2005.
- D'une montagne à l'autre - itinéraire d'un guide engagé, éditions du Fournel, 2010.

### Articles
- « Le règne minéral », in Revue française de minéralogie, n°158.
- « L'enfant et la montagne », in Revue de géographie alpine, tome 69, n°1, 1981, pp. 9-18 (lire en ligne).

## Documents biographiques

### Documentaire
Le documentaire télévisuel « Roger Canac ou la montagne oubliée » (juillet 2013) propose un portrait,.